# Kretjevitsy
Kretjevitsy (ryska Кречевицы) är ett område i norra utkanten av staden Novgorod i Ryssland, med 3 363 invånare vid folkräkningen 2002. Kretjevitsy var tidigare en separat administrativ enhet men är numera sammanslagen med staden Novgorod. I Kretjevitsy finns en militär flygbas som har en 2 km lång bana anpassad för tungt transportflyg. Planer fanns att 2010 göra om den tidigare militära flygbasen till en internationell flygplats, men förverkligades aldrig.
Området är ett flackt slättland; landningsbanan ligger bara 26 m över havet.